# معركة أميان (1918)
معركة أميان (بالإنجليزية: Battle of Amiens) هي البداية لهجوم الحلفاء الذي عُرف بهجوم المائة يوم الذي أنهى الحرب العالمية الأولى. تقدمت قوات الحلفاء أكثر من 11 كيلومترًا (7 أميال) في اليوم الأول، وهو أحد أعظم التقدمات التي تحققت في الحرب، حيث لعب الجيش البريطاني الرابع بقيادة الجنرال هنري رولينسون، الذي تسعة من فرقه التاسعة عشر مكونة من قبل الفيلق الأسترالي السريع الحركة بقيادة الفريق أول جون موناش والفيلق الكندي بقيادة الفريق أول آرثر كوري، والجيش الفرنسي الأول بقيادة الجنرال ماري يوجين ديبيني دورًا حاسمًا. اشتهرت المعركة بتأثيراتها على معنويات الجانبين والعدد الكبير من القوات الألمانية المستسلمة. دفع هذا إريك لودندورف لاحقًا إلى وصف اليوم الأول من المعركة بأنه "اليوم الأسود للجيش الألماني". كانت معركة أميان واحدة من أولى المعارك الكبرى التي استخدمت فيها المدرعات على شكل واسع.

### تمهيدات
على الرغم من أن الألمان كانوا لا يزالون يهاجمون في أواخر يوليو، إلا أن جيوش الحلفاء تعززت مع وصول المزيد من الوحدات الأمريكية إلى فرنسا. وتم تعزيز القوات البريطانية بنقل ما يسمى بجيش الوطن من بريطانيا والقوات التي كانت تشارك في حملة سيناء وفلسطين إلى الجبهة. أدرك القادة الألمان في أوائل أغسطس أن قواتهم قد تُجبر على أخذ وضعية الدفاع، على الرغم من أن أميان لم تكن تعتبر جبهة محتملة. اعتقد الألمان أن الفرنسيين ربما سيهاجمون جبهة سانت ميهايل شرق ريمس، أو في فلاندرز بالقرب من جبل كيميل، بينما اعتقدوا أن البريطانيين سيهاجمون إما على طول نهر ليس أو بالقرب من ألبرت. لقد شن الحلفاء بالفعل العديد من الهجمات المضادة المحلية في هذه القطاعات لتحقيق أهداف محدودة وتحسين مواقعهم الدفاعية وتشتيت الانتباه عن قطاع أميان. بدأت القوات الألمانية في الانسحاب من نهر ليس وجبهات أخرى ردًا على هذه القراءات. حافظ الحلفاء على استمرار نيران المدفعية والطيران الجوي بشكل متساوي على طول جبهاتهم المختلفة، وحركوا القوات ليلًا فقط وتظاهروا بالحركة أثناء النهار لإخفاء نواياهم الفعلية.
كانت الجبهة الألمانية الواقعة شرق أميان تحت سيطرة جيشهم الثاني بقيادة الجنرال جورج فون دير مارويتز، مع ستة فرق في الصف (واثنتان في مواجهة الجيش الفرنسي الأول). لم يكن هناك سوى فرقتين في الاحتياطي الفوري. كان هناك بعض القلق بين الحلفاء في 6 أغسطس عندما هاجمت الفرقة الألمانية 27 جزء من الجبهة في شمال السوم وهو الجزء من الجبهة الذي كان يخططون الحلفاء أطلاق هجومهم منه بعد يويمن. اخترقت الفرقة الألمانية (بتشكيل Stosstruppen المختار والمدرب خصيصًا) حوالي 800 ياردة (730 م) في الجبهة التي يبلغ طولها ميل ونصف. تم هذا الهجوم انتقامًا لغارة الخنادق التي شنتها الفرقة الأسترالية الخامسة شمال السوم في ليلة 31 يوليو، والتي أسرت العديد من الجنود الألمان قبل ان يتم نقل الفيلق الأسترالي جنوب النهر. عادة الفرقة الألمانية المهاجمة مرة أخرى نحو موقعها الأصلي في صباح يوم 7 أغسطس، ولكن الحركة تطلبت في النهاية لتغييرات في خطة الحلفاء.
ولزيادة مستوى المفاجأة، كان من المقرر إخفاء هدير الدبابات المقتربة بواسطة قاذفات تحلق صعودًا وهبوطًا على طول الخطوط الألمانية. كانت القاذفات من طراز Handley Page O-400 التي لها محركات مشابهة للدبابات. ومع ذلك، قرر السربان التابعان لسلاح الجو الملكي البريطاني والمكلفان بالمشاركة أنه من الخطير للغاية إصدار أوامر للطائرات بالتحليق في الهواء في الضباب الكثيف غير الموسمي وطلبا متطوعين. تطوع اثنان من السرب 207، الكابتن جوردون فلافيل وويليام بيس، وكلاهما مُنح وسام الصليب الطائر المتميز.

## معرض صور

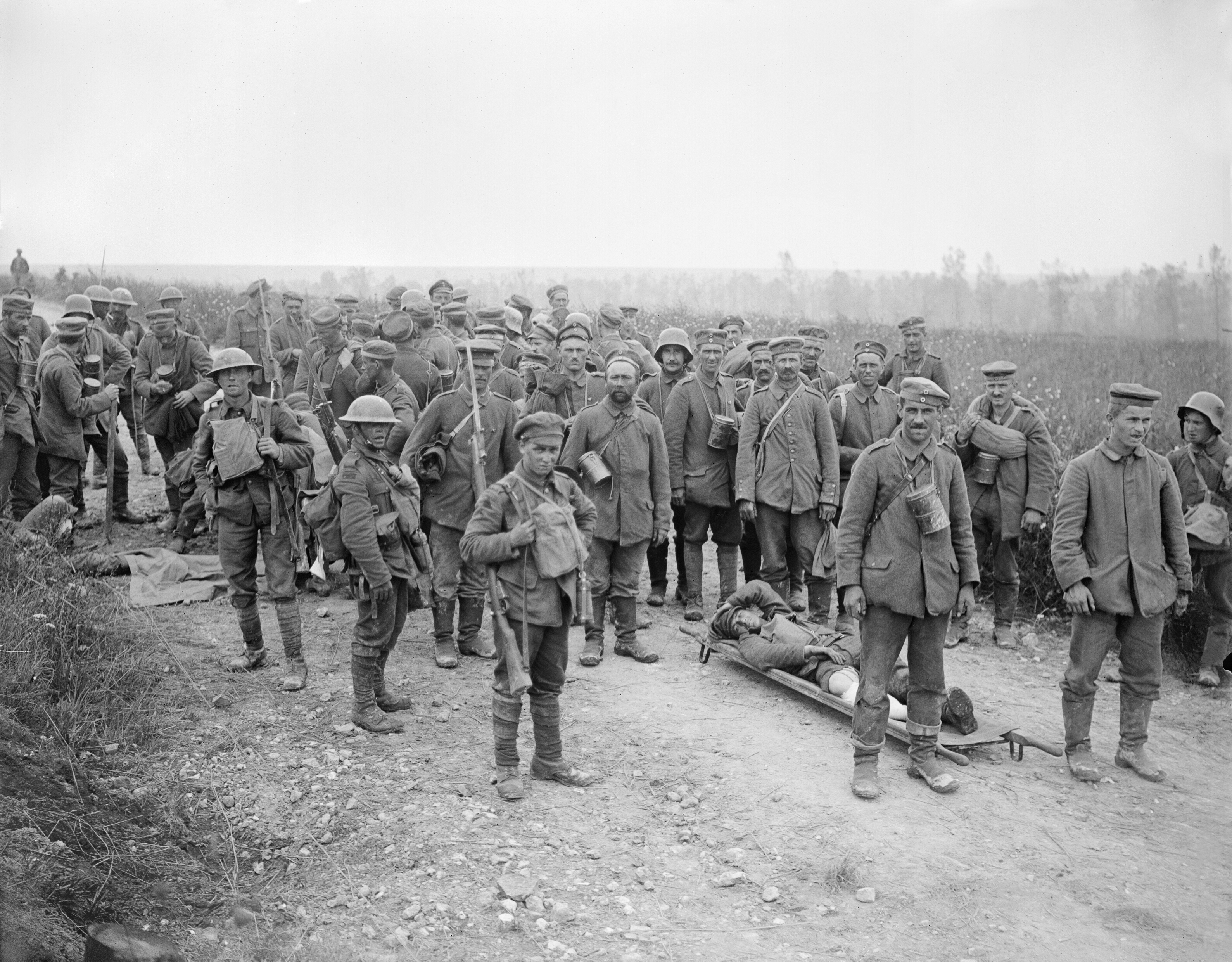
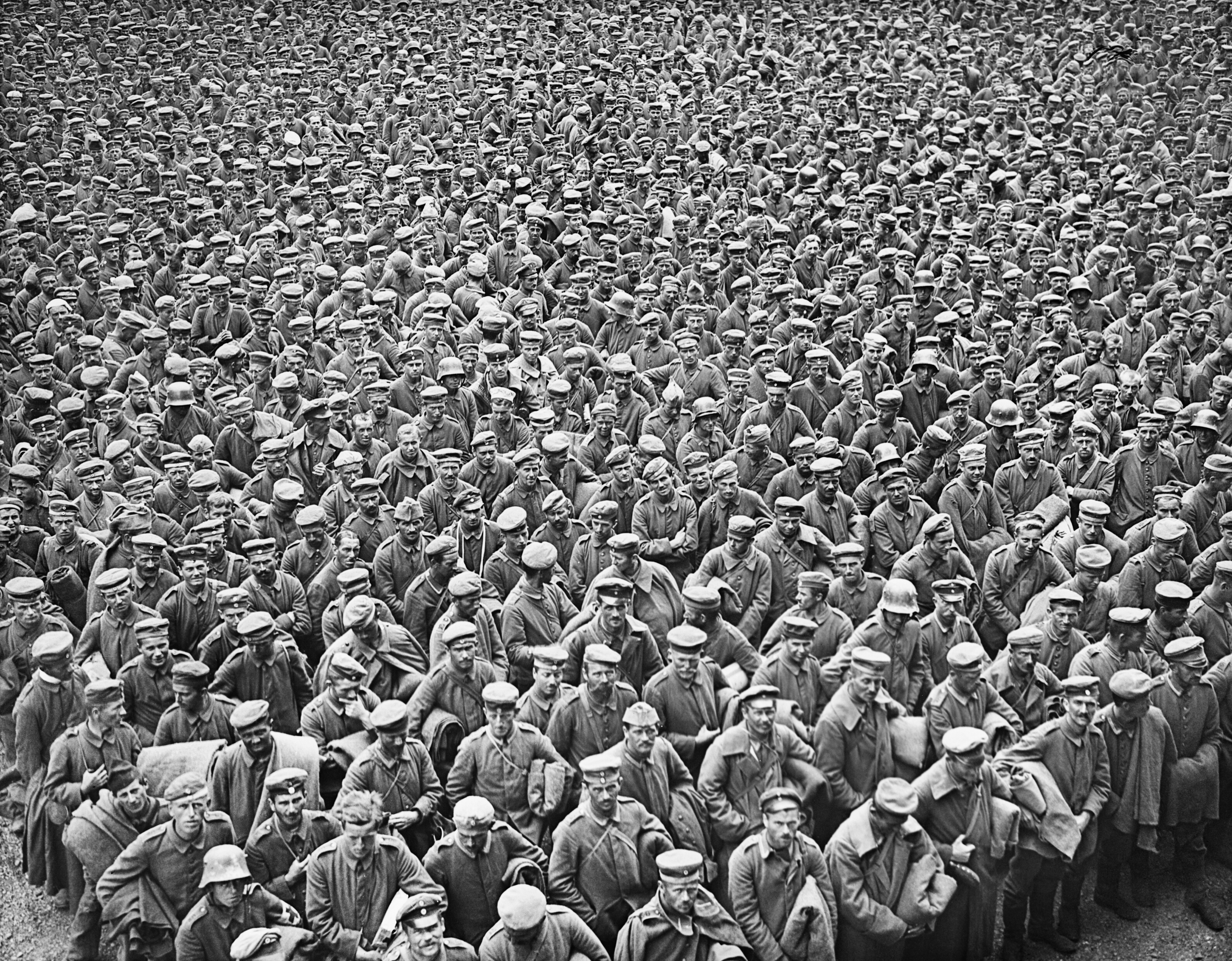
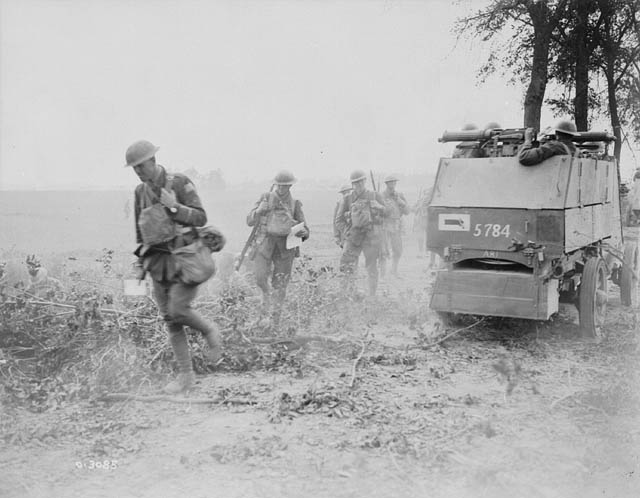
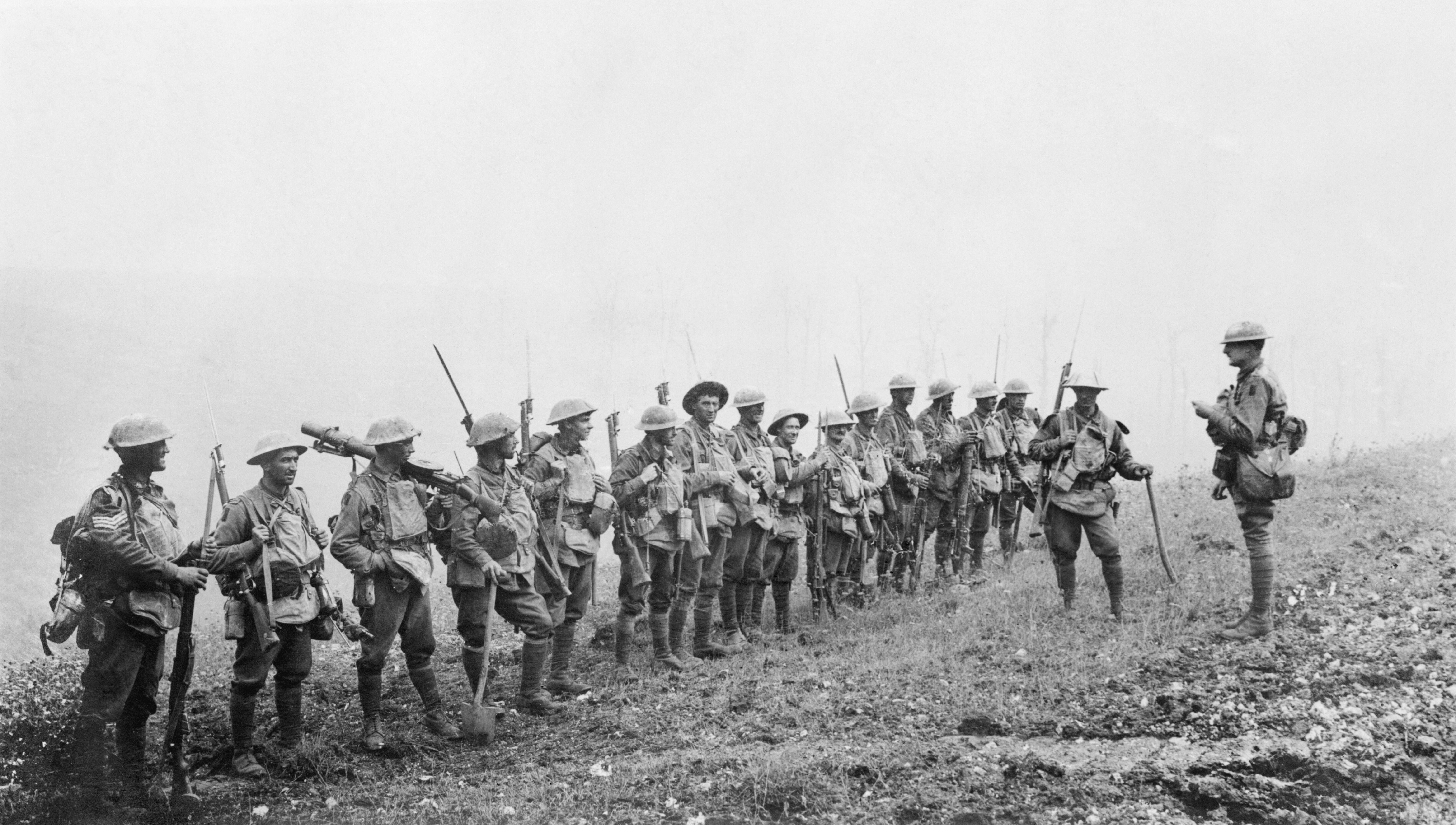
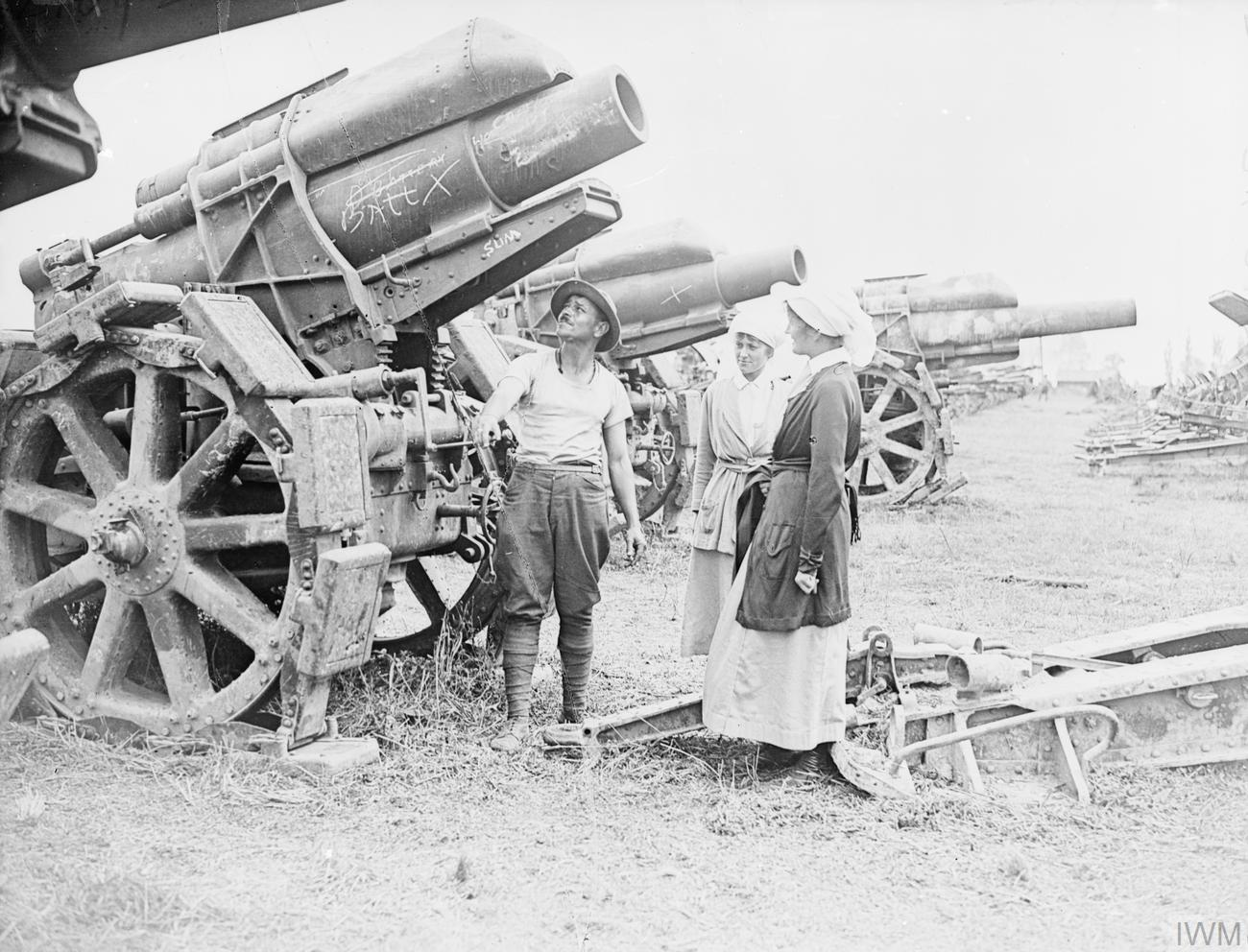
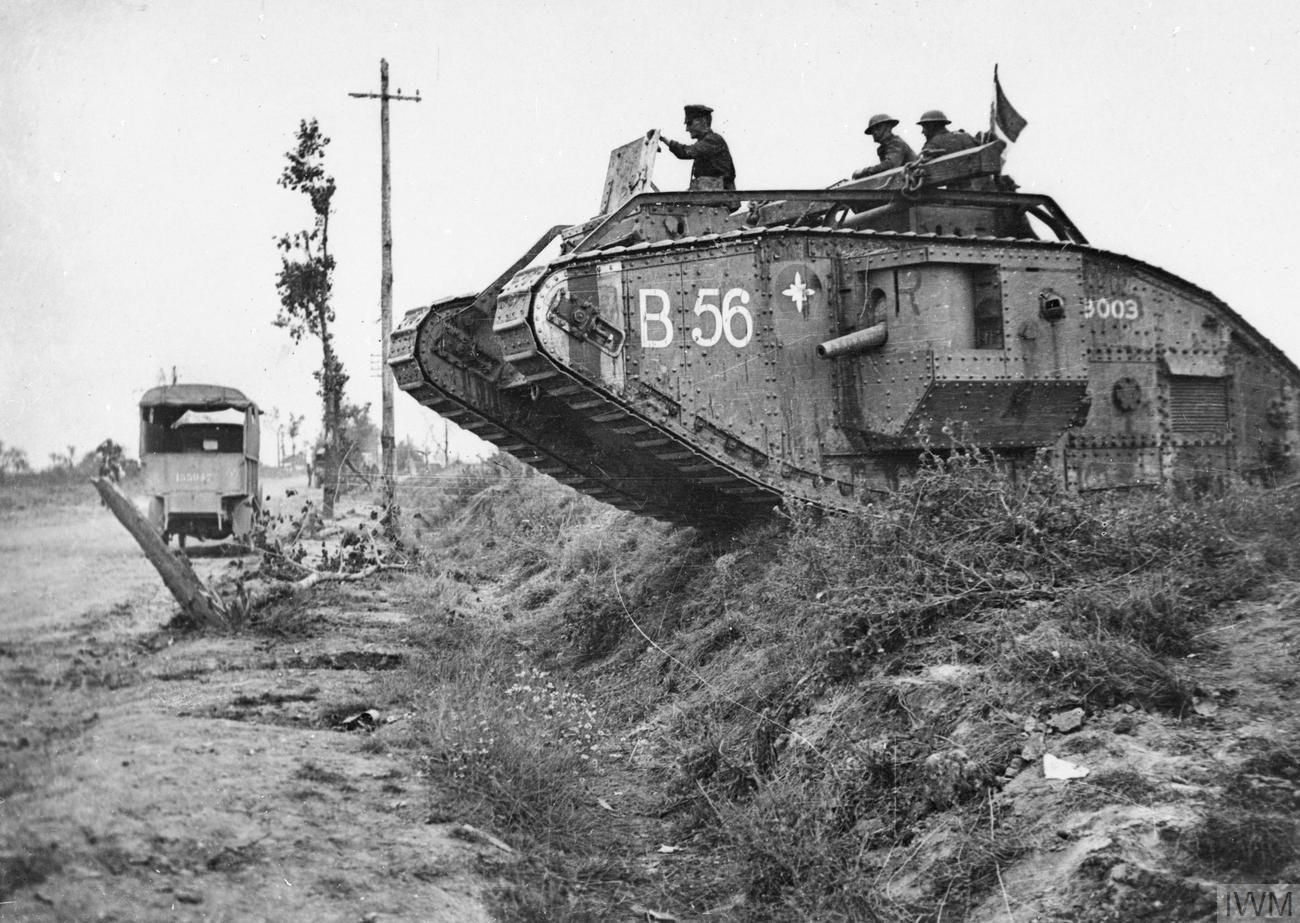